# Пекурівська сільська рада
Пекурі́вська сільська́ ра́да — адміністративно-територіальна одиниця та орган місцевого самоврядування в Городнянському районі Чернігівської області. Адміністративний центр — село Пекурівка.

## Історія
У 1923 році на території нинішньої сільської ради існувала Пекурівська сільрада, до складу якої входили села Пекурівка і присілок Політична Рудня (Руденка).

## Загальні відомості
Пекурівська сільська рада утворена у 1988 році.
- Територія ради: 19,77 км²
  - сільськогосподарських угідь: 1602,2 га[3]
  - присадибних ділянок: 68,75 га[3]
  - для ведення особистого селянського господарства: 259,43 га[3]
  - землі резерву: 175 га[3]
  - землі запасу: 331,19 га[3]
- Населення ради: 567 осіб (станом на 2001 рік)

## Населені пункти
Сільській раді підпорядковані населені пункти:
- с. Пекурівка

## Склад ради
Рада складається з 12 депутатів та голови.
- Голова ради: П'ятковська Надія Василівна

### Керівний склад попередніх скликань
| Прізвище, ім'я, по батькові | Основні відомості                                                         | Дата обрання | Дата звільнення |
| --------------------------- | ------------------------------------------------------------------------- | ------------ | --------------- |
| Гребінь Валерій Васильович  | Сільський голова, 1971 року народження, освіта вища                       | 2002         | 26.03.2006      |
| Гребінь Валерій Васильович  | Сільський голова, 1971 року народження, освіта вища, член Народної партії | 26.03.2006   | 31.10.2010      |
| Гребінь Валерій Васильович  | Сільський голова, 1971 року народження, освіта вища, безпартійний         | 31.10.2010   | 12.03.2014      |
| П'ятковська Надія Василівна | Сільський голова, 1973 року народження, освіта вища, позапартійна         | 26.10.2014   |                 |

Примітка: таблиця складена за даними сайту Верховної Ради України з доповненнями

### Депутати
За результатами місцевих виборів 2010 року депутатами ради стали:

#### За суб'єктами висування
| Суб'єкт висування                 | Кількість обраних депутатів | %    |
| --------------------------------- | --------------------------- | ---- |
| Партія регіонів                   | 7                           | 58,3 |
| Народна партія                    | 2                           | 16,7 |
| Самовисування                     | 2                           | 16,7 |
| Політична партія «Сильна Україна» | 1                           | 8,3  |

#### За округами
| № округу                          | Прізвище, ім'я, по батькові     | Дата визнання обраним | Освіта           | Партійна приналежність                  | Відомості про обраного депутата     |
| --------------------------------- | ------------------------------- | --------------------- | ---------------- | --------------------------------------- | ----------------------------------- |
| Народна Партія                    |                                 |                       |                  |                                         |                                     |
| 6                                 | П'ятковська Надія Василівна     | 04.11.2010            | вища             | член Народної партії                    | Пекурівська сільська рада, секретар |
| 9                                 | Луданик Валерій Вікторович      | 04.11.2010            | вища             | позапартійний                           | УПФ, начальник                      |
| Партія регіонів                   |                                 |                       |                  |                                         |                                     |
| 1                                 | Левченко Микола Іванович        | 04.11.2010            | середня          | член Партії регіонів                    | СВК «Зоря», завфермою               |
| 2                                 | Лахнеко Леонід Олексійович      | 04.11.2010            | вища             | член Партії регіонів                    | СВК «Зоря», ветлікар                |
| 3                                 | Самборська Любов Іванівна       | 04.11.2010            | середня          | член Партії регіонів                    | тимчасово не працює                 |
| 4                                 | Бисько Тамара Миколаївна        | 04.11.2010            | середня          | член Партії регіонів                    | СВК «Зоря», бухгалтер               |
| 7                                 | Скоренок Юлія Володимирівна     | 04.11.2010            | середня          | член Партії регіонів                    | тимчасово не працює                 |
| 8                                 | Фарзалієва Віра Василівна       | 04.11.2010            | середня          | член Партії регіонів                    | Магазин, продавець                  |
| 10                                | Луданик Роман Вікторович        | 04.11.2010            | незакінчена вища | член Партії регіонів                    | студент                             |
| Політична партія «Сильна Україна» |                                 |                       |                  |                                         |                                     |
| 11                                | Скоренок Валерій Володимирович  | 04.11.2010            | середня          | член Політичної партії «Сильна Україна» | ГД «Ратибор», електрики             |
| Самовисування                     |                                 |                       |                  |                                         |                                     |
| 5                                 | Сердюк Марія Миколаївна         | 04.11.2010            | середня          | позапартійна                            | пенсіонер                           |
| 12                                | Калініченко Олександр Федорович | 04.11.2010            | середня          | позапартійний                           | тимчасово не працює                 |